# Bergshamra (metropolitana di Stoccolma)
Bergshamra è una stazione della metropolitana di Stoccolma.
È localizzata presso l'omonimo quartiere, il quale è a sua volta compreso all'interno del territorio comunale di Solna. Sul percorso della linea rossa T14 della rete metroviaria locale è situata tra le stazioni Universitetet e Danderyds sjukhus.

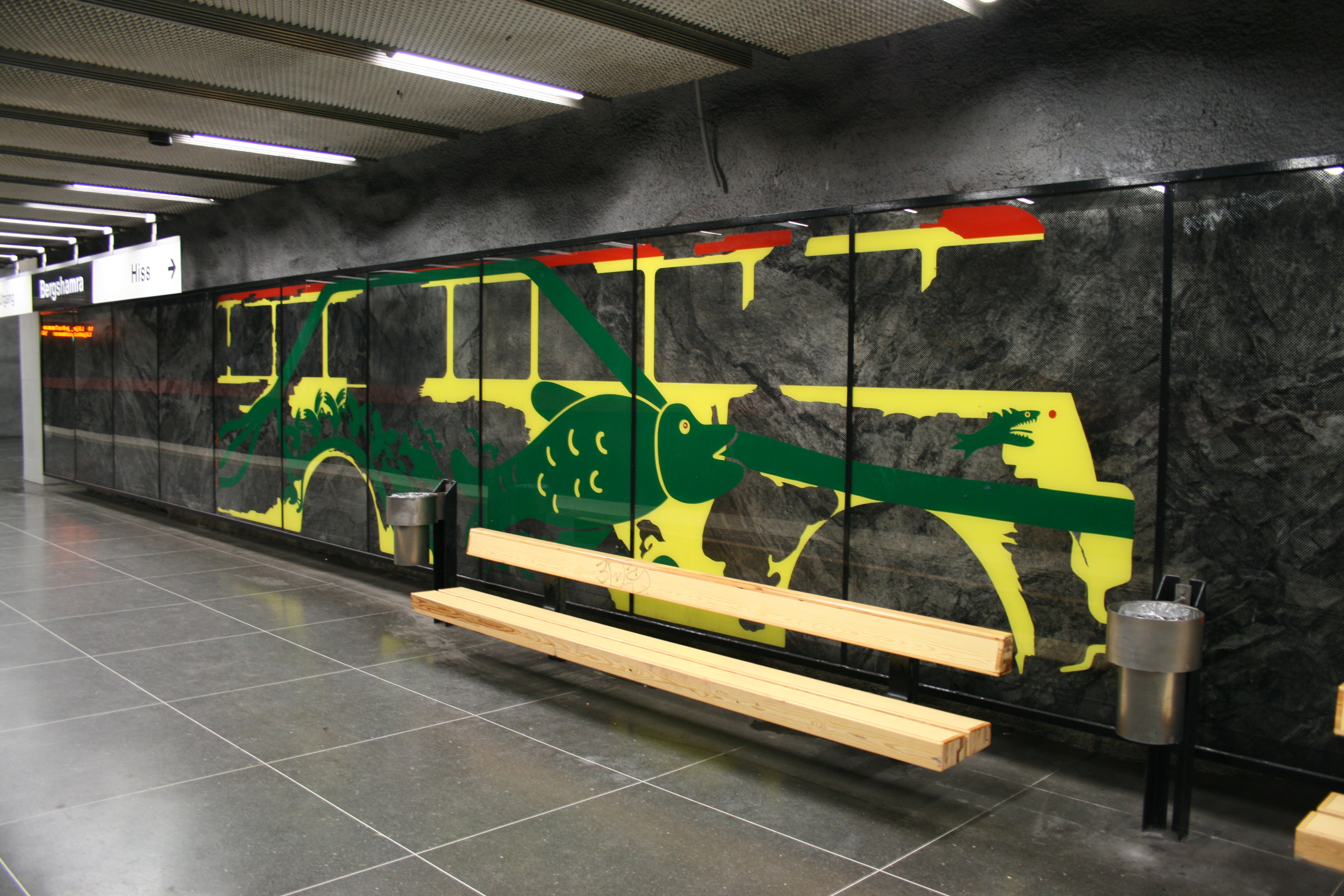
L'interno della stazione.

Bergshamra è stata ufficialmente aperta al pubblico il 29 gennaio 1978, stesso giorno in cui fu inaugurato il tratto che va da Universitetet fino a Mörby centrum.
La stazione dispone di due ingressi distinti, entrambi muniti di una biglietteria propria: l'ingresso lato nord si affaccia sulla piazza Bergshamra torg, l'ingresso lato sud è invece accessibile dalla piazza Kraus torg. La piattaforma, sotterranea, si trova ad una profondità di 20 metri sotto le strade Bergshamravägen e Rådjursstigen. È stata progettata dagli architetti Michael Granit e Per H. Reimers, mentre le decorazioni al suo interno sono state curate dagli artisti Göran Dahl, Carl Johan De Geer e Kristina Anshelm.
Durante un normale giorno lavorativo vi transitano circa 5.500 persone.

## Tempi di percorrenza
| Linea | Capolinea     | Tempo  | Stazione                                                  | Tempo                              |
| T14   | Fruängen      | 30 min | Östermalmstorg T-Centralen Gamla stan Slussen Liljeholmen | 10 min 12 min 14 min 15 min 22 min |
| T14   | Mörby centrum | 3 min  | Östermalmstorg T-Centralen Gamla stan Slussen Liljeholmen | 10 min 12 min 14 min 15 min 22 min |